# Colom verdós culgroc
El colom verdós culgroc (Treron seimundi) és una espècie d'ocell de la família dels colúmbids (Columbidae) que habita els boscos del Sud-est Asiàtic a la Península Malaia, localment a Tailàndia i a les muntanyes del Vietnam i zones limítrofes de Laos.